# Lista över länder efter aluminiumproduktion
Detta är en lista över länder efter aluminiumproduktion (2014).
| Pos | Land                  | Aluminiumproduktion (tusen ton) |
| --- | --------------------- | ------------------------------- |
| —   | Världen               | 49300                           |
| 1   | Kina                  | 23300                           |
| 2   | Ryssland              | 3500                            |
| 3   | Kanada                | 2940                            |
| 4   | Förenade arabemiraten | 2400                            |
| 5   | Indien                | 2100                            |
| 6   | USA                   | 1720                            |
| 7   | Australien            | 1680                            |
| 8   | Norge                 | 1200                            |
| 9   | Brasilien             | 960                             |
| 10  | Bahrain               | 930                             |
| 11  | Island                | 810                             |
| 12  | Sydafrika             | 735                             |
| 13  | Qatar                 | 610                             |
| 14  | Moçambique            | 560                             |
| 15  | Saudiarabien          | 500                             |
| 15  | Tyskland              | 500                             |
| 17  | Argentina             | 425                             |
| —   | Andra länder          | 4440                            |